# Flûte à bec
Flüt á bec - orgonaregiszter; francia nyelven. Német nyelven „Blockflöte” néven ismert. A német barokk diszpozíciók regiszterei között a német nyelvű megnevezéssel gyakran találkozhatunk; csakúgy, mint a francia megnevezéssel a francia romantikus orgonák diszpozícióin. Kizárólag 4’, 2’ és 1’ magasságban épül, de lehet akár 4/5’ magas kevert is. Anyaga lágy ón; jellege nyitott; alakja csonkakúp; hangja világosan csilingelő.